# Grote Prijs Stad Zottegem 1983
Il Grote Prijs Stad Zottegem 1983, quarantottesima edizione della corsa, si svolse il 23 agosto 1983 su un percorso di 187 km, con partenza e arrivo a Zottegem. Fu vinto dall'italiano Mario Mariotti della De Freddy Bouwwerken-Rianta davanti al belga Ludo De Keulenaer e all'olandese Jacques Hanegraaf.

## Ordine d'arrivo (Top 10)
| Pos. | Corridore           | Squadra                       | Tempo    |
| ---- | ------------------- | ----------------------------- | -------- |
| 1    | Mario Mariotti      | De Freddy Bouwwerken-Rianta   | 4h07'26" |
| 2    | Ludo De Keulenaer   | TI-Raleigh-Campagnolo         |          |
| 3    | Jacques Hanegraaf   | TI-Raleigh-Campagnolo         |          |
| 4    | Yves Godimus        | Fangio-Tonissteiner-OM Trucks |          |
| 5    | Gerard Veldscholten | TI-Raleigh-Campagnolo         |          |
| 6    | Luc Desmet          | Splendor-Euro Shop            |          |
| 7    | Jan van Houwelingen | Boule d'Or-Colnago            |          |
| 8    | Leo Wellens         | Fangio-Tonissteiner-OM Trucks |          |
| 9    | Jos Jacobs          | Europ-Decor-Dries             |          |
| 10   | Ronny Vanmarcke     |                               |          |